# Maximilian Fuchs (Philologe)
Maximilian Fuchs, auch Max Fuchs (* 26. Februar 1863 in Ostrowo, Provinz Posen, Preussen; † 2. September 1942 im Ghetto Theresienstadt) war ein deutscher Lehrer und Romanist.

## Leben
Max Fuchs besuchte Schulen in Ostrowo und machte 1881 Abitur. Er studierte zuerst in Leipzig, ab 1882 in Berlin romanische Philologie. 1986 wurde er bei Adolf Tobler promoviert. Die Dissertation trug den Titel Die Fabel von der Krähe, die sich mit fremden Federn schmückt, betrachtet in ihren verschiedenen Gestaltungen in der abendländischen Litteratur. Fuchs ging in den Schuldienst und gab unter dem Namen Max Fuchs mehrere Schullehrbücher für den Französischunterricht heraus. Später wurde er Dozent für französische Sprache an der Universität Berlin.
1901 wurde in Berlin-Friedenau Fuchs’ Tochter Mathilde geboren, die später den Künstler David Friedmann heiratete.
Maximilian Fuchs lebte in der Wielandstraße 29 in Charlottenburg. Nachdem sein Schwiegersohn sein Atelier in der Xantener Straße hatte aufgeben müssen, wurden 16 Gemälde und andere Kunstgegenstände von dort in die Wohnung in der Wielandstraße, die Maximilian Fuchs mit seiner zweiten Frau Frieda bewohnte, gebracht. David Friedmanns Bruder Adolf sollte weitere Kunstwerke und anderen Besitz der Familie Friedmann an die Spedition Silberstein & Co., die am Kurfürstendamm ansässig war, weitergeben. Von dort aus sollten sie nach Palästina transportiert werden. Sowohl die Gegenstände bei Silberstein als auch die Kunstwerke in Fuchs’ Wohnung fielen jedoch der Gestapo in die Hände.
Fuchs und seine zweite Frau Frieda wurden am 2. September 1942 mit dem Transport Nr. I/57 in das Ghetto Theresienstadt deportiert und überlebten diesen Tag nicht. In der Todesfallanzeige aus dem Ghetto, die sich im Nationalarchiv in Prag befindet, wurde vom Totenbeschauer Silbermann als „Krankheit“ Suicidium und als Todesursache Herzlähmung angegeben. Anderen Quellen zufolge wurde der Professor in Theresienstadt ermordet.
Auch seine Tochter und seine Enkeltochter kamen während des Dritten Reichs um.

## Schriften (Auswahl)
veröffentlicht vorwiegend unter dem Namen Max Fuchs
- Tableau de l'Histoire de la Littérature Francaise. 3 Bde. Bielefeld: Velhagen & Klasing, 1903, 22. Auflage, 1929
- Anthologie des prosateurs français. Handbuch der französischen Prosa vom 17. Jahrh. bis auf die Gegenwart.  Bielefeld: Velhagen & Klasing, 1905, 12. Auflage, 1926
- (Hrsg.): Souvenirs de Jeunesse. Jugenderinnerungen hervorragender Franzosen. Leipzig: Freytag, 1915
- Questions contemporaines: Essais zeitgenössischer französischer Schriftsteller. Ausgew. u. erkl. M. Fuchs. Bielefeld: Velhagen & Klasing, 1926
- mit P. Milléquant: Les poètes lyriques de la France: choix et commentaire. Frankfurt a. M.: Diesterweg, 1930
- La France: sa terre, son peuple, son histoire. Französisches kulturkundliches Lesebuch. Berlin: Herbig, 1931
- Schwabachers Fremdwörterlexikon. Ein Nachschlagewerk für alle Kreise. Berlin: Schwabacher'sche, 1932